# Walter Guyton Cady
Walter Guyton Cady (né le 10 décembre 1874 à Providence (Rhode Island),  - 9 décembre 1974) est un ingénieur et physicien américain.
Il fut un pionnier de la piézoélectricité au début du XXe siècle, notamment en mettant au point le premier oscillateur à quartz. Son ouvrage consacré à la piézoélectricité publié initialement en 1946 et réédité en 1964 fut pendant longtemps un ouvrage de référence.

## Biographie
Cady passa sa licence à l'Université Brown (1895), où il travailla deux ans comme assistant de mathématiques avant de préparer sa thèse de doctorat à l'Université de Berlin entre 1897 et 1900. Il travailla ensuite comme contrôleur au Coast and Geodetic Survey, et en 1902 obtint un poste de professeur de physique à l'Université Wesleyenne, où il restera 44 ans. Il y menait des recherches sur le tube de Crookes, la piézoélectricité et les oscillateurs à cristal, les ultrasons et les chambres résonnantes.
Jusqu'à la Première Guerre mondiale, Cady se consacrait aux récepteurs à galène, mais au cours de la guerre, ses recherches sur les ultrasons intéressèrent le laboratoire de General Electric, l'Université Columbia, et la station expérimentale de la Marine de New London (Connecticut). Dans ses premières expériences, ses transducteurs étaient des cristaux de sel de Seignette ; mais après avoir remarqué qu'un cristal de quartz, branché à un oscillateur à fréquence variable, entrait en résonance à des fréquences bien distinctes, il imagina d'utiliser ces oscillateurs pour moduler les fréquences radio.
En 1921, Cady conçut le premier oscillateur à quartz et déposa deux brevets, en 1923 ; entre-temps, il avait réalisé qu'avec de tels circuits, il disposait d'un nouvel étalon de fréquences. C'est pourquoi, en 1923, il compara ses oscillateurs à quartz avec les étalons de fréquence italiens, français, anglais et américains. Cady a présidé l'Institute of Radio Engineers en 1932.
Au cours de la Seconde guerre mondiale, Cady se remit à travailler aux applications militaires de la piézoelectricité : il imagina un simulateur permettant de former les opérateurs radar, à savoir des bacs remplis de liquide, dont la surface était excitée par des quartz, ce qui imitait parfaitement l'aspect des échos radar. Il prit sa retraite à Pasadena en 1951, mais demeurait actif en tant que consultant et expert fédéral, et chercheur associé du Caltech. Il revint à Providence en 1963.
Il a été lauréat de la Médaille commémorative IEEE Morris N. Liebmann (1928), et a été le second citoyen américain à se voir décerner la médaille Duddell de la Société des Physiciens britanniques. Il a été docteur honoris causa des universités Brown et Wesleyenne.